# Садовый (платформа)
Садо́вый (бел. Садовы) — железнодорожный остановочный пункт Минского отделения Белорусской железной дороги на линии Минск-Пассажирский — Орша-Центральная. Остановочный пункт расположен в Минском районе между станциями Колодищи и Городище.

## История
Платформы остановочного пункта были возведены в 1964 году на железнодорожной линии, которая была построена и введена в эксплуатацию в 1871 году как участок Осиновка — Брест Московско-Брестской железной дороги. В 1974 году остановочный пункт был электрифицирован переменным током (~25 кВ) в составе участка Минск — Борисов.

## Устройство станции
Платформы расположены сбоку от железнодорожных путей, имеют длину по 260 метров каждая и немного изогнуты. Пересечение путей между платформами осуществляется по наземному пешеходному переходу. На главной платформе в направлении Минска расположен пассажирский павильон и билетная касса, работающая ежедневно с 5:45 до 20:45 часов.

## Пассажирское сообщение
На остановочном пункте ежедневно останавливаются электропоезда региональных линий эконом-класса (пригородные электрички), следующие до станций Орша-Центральная (4 пары), Борисов (7 пар), а также нерегулярные рейсы до Жодино, Крупок и Славного. На платформах останавливаются поезда городских линий до станции Красное Знамя (через Смолевичи). Время следования до Орши составляет в среднем 3 часа 30 минут, до Борисова — 1 час 5 минут, до станции Минск-Пассажирский — 32 минуты.
Остановочный пункт Садовый обслуживает дачников садоводческих товариществ «Трактор», «Лесная поляна», «Дружба», «Зорнае», «Вишнёвка-Городищанская», «Роща», «Пролеска-2002», «Зелёный Бор», а также восточные окраины агрогородка Колодищи (МТЗ-Колодищи, улица Волмянский шлях и другие). 600 метров южнее от платформы в направлении Орши, за лесополосой расположено разворотное кольцо городских автобусов 195 маршрута, которые следуют в Колодищи и далее в Минск (до микрорайона Уручье и одноимённой станции метро).